# Oligochaeta (geslacht)
Oligochaeta is een geslacht uit de composietenfamilie (Asteraceae of Compositae). The Plant List, de  Global Compositae Checklist en de Flora of China accepteren vier soorten. 
Het zijn kruidachtige, eenjarige planten die voorkomen in Azië. 